# Place du Tunnel
La place du Tunnel se trouve à Lausanne, en Suisse, dans le quartier du centre.

## Histoire

### XIXesiècle

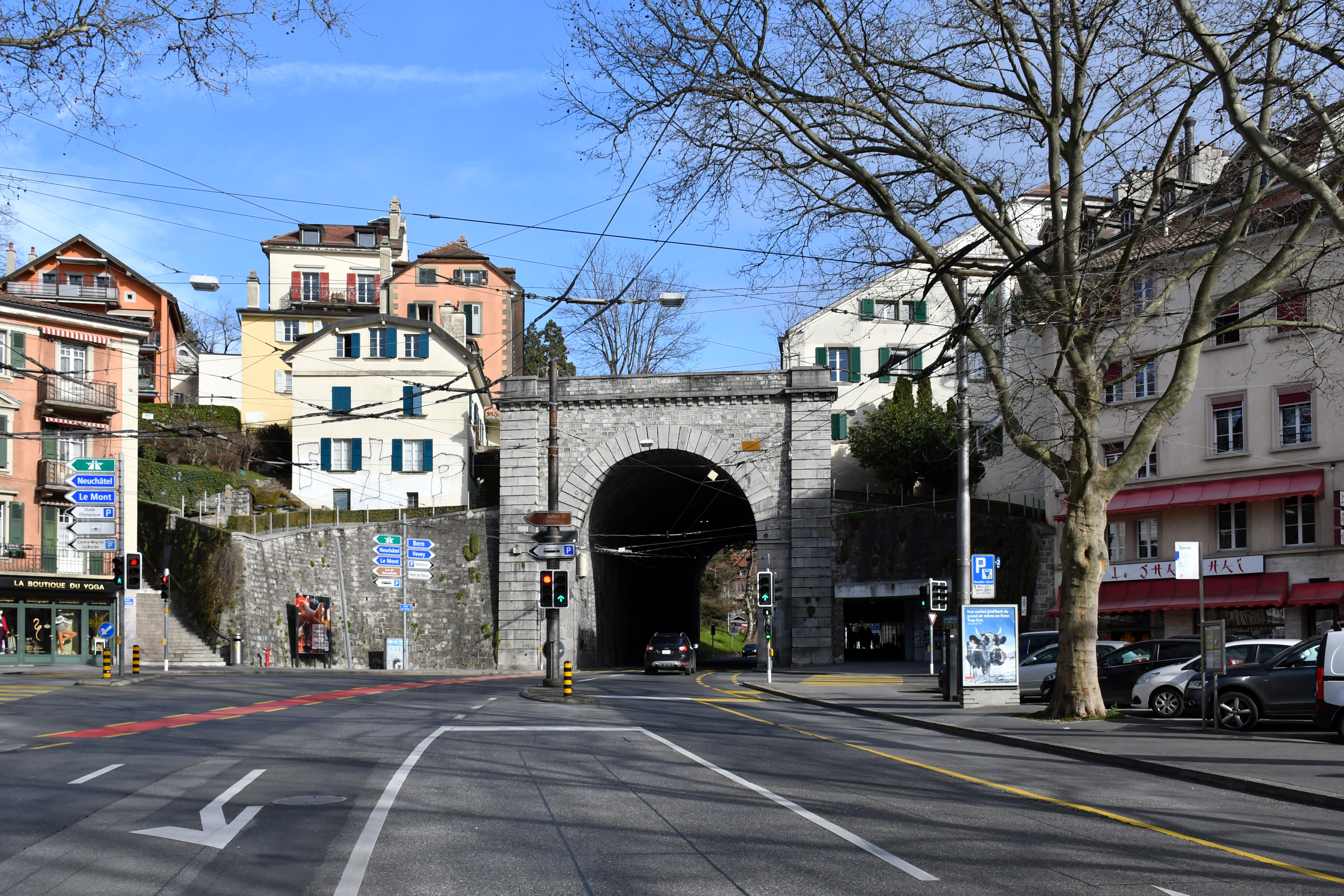
Le tunnel de la Barre, à l'est de la place.

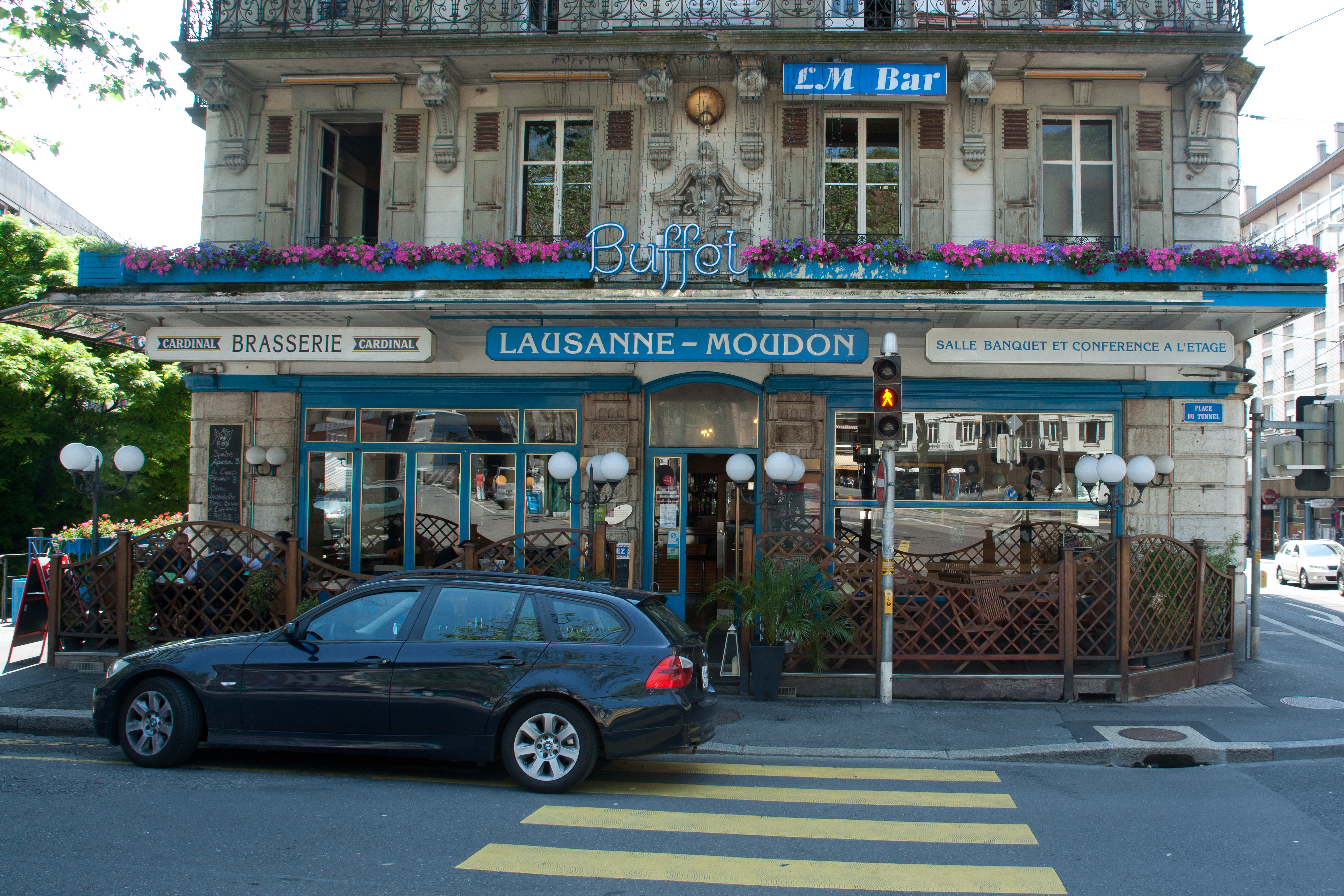
Le Lausanne-Moudon, restaurant existant depuis 1897, photographié en 2012.

Au début des années 1810, la ville de Lausanne décide de combler le vallon de la Louve, notamment pour créer une nouvelle place du marché. Ces travaux considérables s'échelonnent entre 1812 et les années 1830 et la place de la Riponne est finalement crée en 1838,. En parallèle, l'ingénieur cantonal Adrien Pichard propose, dès 1835, de contourner la cité médiévale de Lausanne grâce à une série de routes à faible dénivelé, sur lesquelles viendraient se brancher les principales voies de communication vers l'Italie, la France et l'Allemagne. Cette ceinture routière, située alors hors des murs de la ville, nécessite notamment la construction du Grand-Pont au-dessus du vallon du Flon et le percement du tunnel de la Barre,, dont l'ouverture en 1855 permet le développement urbain du vallon de la Louve en amont de la place de la Riponne. L'urbanisation de ce secteur, qui deviendra la place du Tunnel, commence par la construction entre 1861 et 1862 de 56 logements ouvriers et de 8 magasins sur le côté est de la place. La place accueille dès 1862 le marché au bois et, dès l'année suivante, les foires au bétail de la ville ; elle est en effet idéalement située, à proximité des abattoirs de la rue de la Borde, rue au bas de laquelle sont ouverts en 1864 les bains et la buanderie du Tunnel, dans un bâtiment qui abrite également depuis 1857 un atelier de construction mécanique. En parallèle, le voûtage de la Louve se poursuit et son achèvement en 1868 au nord de la nouvelle place permet la construction des bâtiments du front nord dans les années 1870,. La route venant du Mont, qui rejoint la rue de la Borde, est construite en 1878 et s'appelle alors « route de Lausanne à Thierrens » ; l'augmentation de la circulation qui en découle sera pour beaucoup dans le développement de la zone. La place voit s'installer des ménageries ambulantes et, chaque année, le cirque Knie lors de ses tournées. Plusieurs magasins et cafés s'y établissent, comme le café de la Place, le café Central et le café des Agriculteurs. L'immeuble dans lequel prend place le restaurant Lausanne-Moudon est construit en 1897 au sud de la place ; il formera avec les immeubles voisins un pâté de maisons qui sépare les places du Tunnel et de la Riponne, dans lequel s'installe également, la même année, la pharmacie du Tunnel,.

### XXesiècle

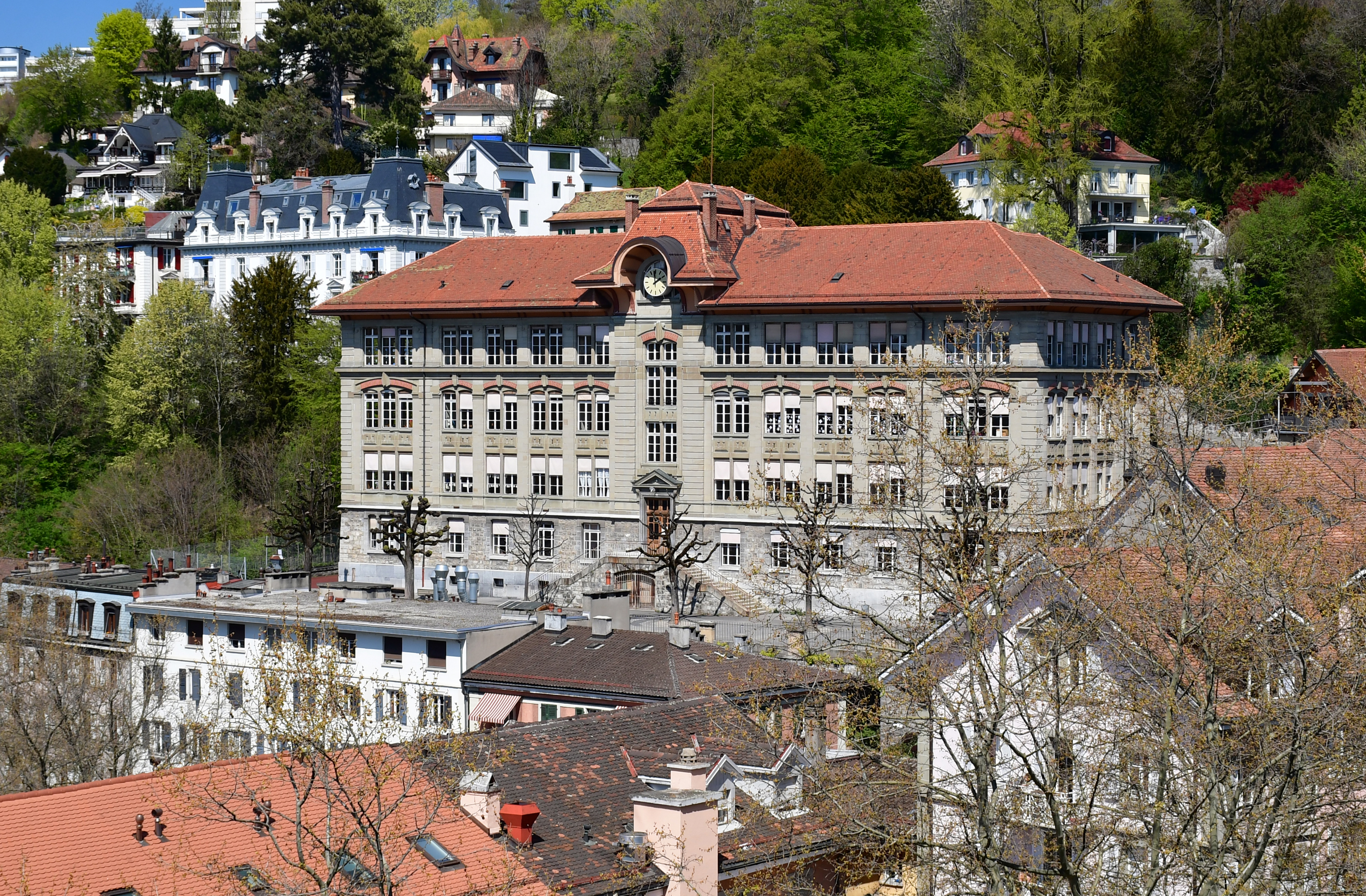
Le collège de la Barre, construit au nord-est de la place en 1902.

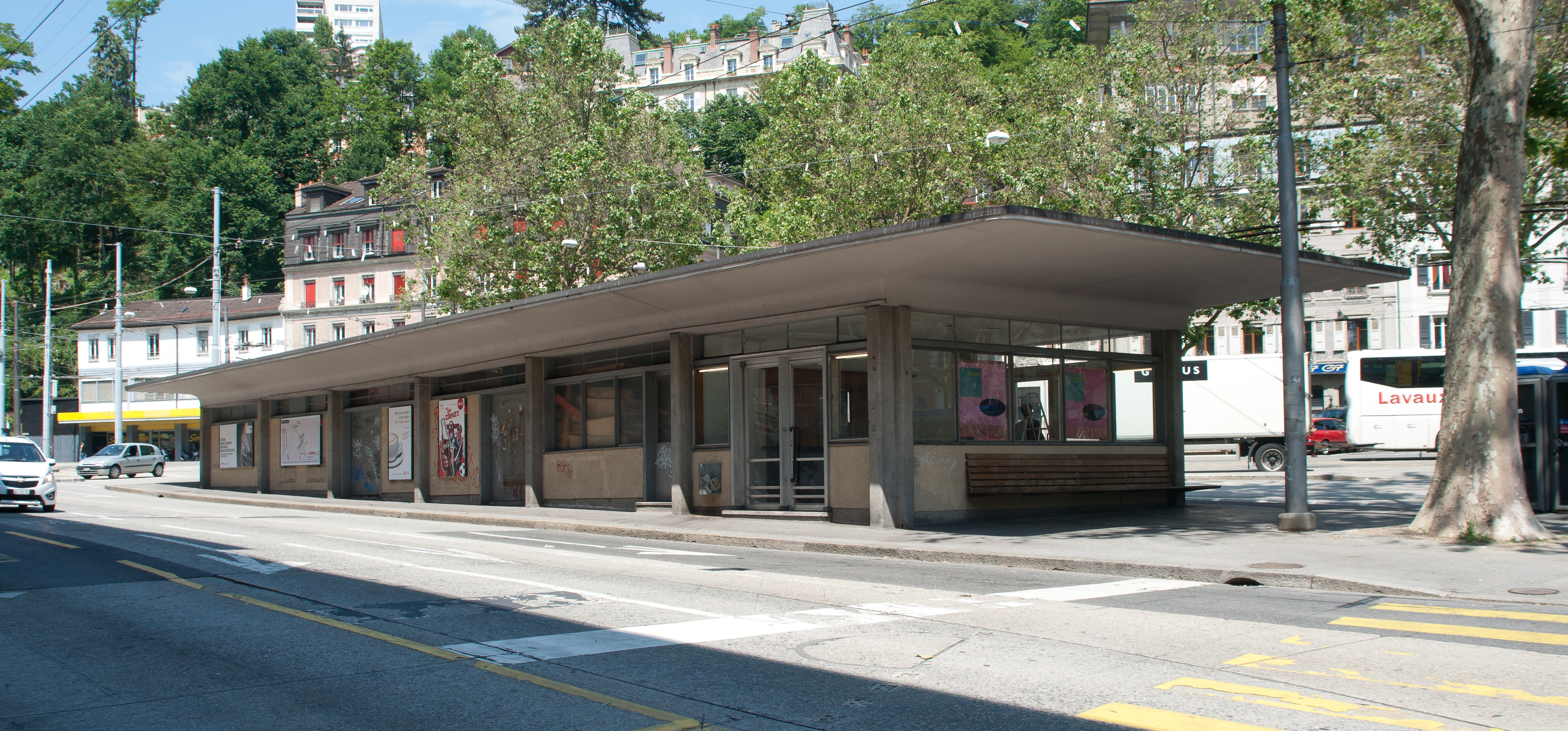
L'ancienne gare routière, photographiée en 2012.

En 1902, l'augmentation de la population du quartier impose la construction du collège de la Barre à l'est de la place, dans la pente située à gauche du tunnel ; il est installé sur une vaste plateforme faisant office de préau. Un escalier reliant la place à la Barre est construit en 1903. À cette époque, les jours de marché à la Riponne, la place du Tunnel sert de « débridée », c'est-à-dire de lieu où les chars et les chevaux sont installés durant la durée du marché. La place du Tunnel devient en 1906 la gare terminus de la nouvelle ligne de tramways en direction de Cugy, prolongée jusqu'à Montheron en 1907. Le réaménagement de la place à cet effet met fin aux foires de bétail. Dès 1950, les trolleybus, dont la première ligne avait été installée à Lausanne en 1932, remplacent progressivement sur la place les tramways,. La place du Tunnel devient le lieu de départ des lignes suburbaines allant en direction du Chalet-à-Gobet, de Moudon, de Savigny et de Montheron. Une gare routière est édifiée à cet effet en 1951 au centre de la place, proposant des guichets, une salle d'attente et une consigne. Dans les années 1950 sont édifiées deux rangées d'immeubles, de part et d'autre de la rue du Tunnel, en direction de la place de la Riponne, séparant la place du Tunnel de la colline du Valentin. La pharmacie du Tunnel est déplacée en 1964 dans le nouvel immeuble administratif construit au nord de la Riponne et les anciennes voies de tram sont enlevées en 1967,,. Un parking est créé sur la place en 1974 et un second immeuble administratif est construit perpendiculairement au premier en 1976, donnant en partie sur le sud de la place du Tunnel. Par contre, depuis 1985, le visage de la place a peu changé.

### Avenir de la place
En 2017, la ville demande un crédit de 800 000 francs pour l'organisation d'un concours visant à réaménager les places du Tunnel et de la Riponne. Le projet primé fin 2019, In Between, de l'Espagnole Silvia Gonzalez Porqueres, propose notamment d'augmenter sensiblement la végétation sur la place en plantant des arbres et en supprimant le stationnement des voitures et de créer une place de jeu et un marché couvert. Le projet ne sera pas réalisé tel quel mais doit servir d'image directrice ; un concours d'architecture doit être lancé avant le réaménagement de la place, prévu entre 2024 et 2026.

## Situation et accès
Les accès routiers sont la rue du Tunnel (qui débouche à l'est du tunnel de la Barre et qui traverse la place pour rejoindre la place de la Riponne à l'ouest), la rue de la Borde au nord-ouest, l'avenue de l'Université (qui permet, par le sud-est, l'accès à la Barre et à la place de la Riponne) et la rue des Deux-Marchés (qui serpente entre les bâtiments situés entre les places du Tunnel et de la Riponne).

### Transports publics
La place et desservie par les lignes 7 8 16 22 60 des transports publics de la région lausannoise.

## Description
La place du Tunnel a la forme d'un triangle effilé vers le nord-ouest, du côté de la rue de la Borde. Elle est traversée d'ouest en est par la rue du Tunnel. Une grande partie de la place est occupée par des places de stationnement pour voitures et pour autobus. Le collège de la Barre domine le nord-est de la place et l'ancienne gare routière est toujours présente à l'ouest.